# 穆斯廷湖

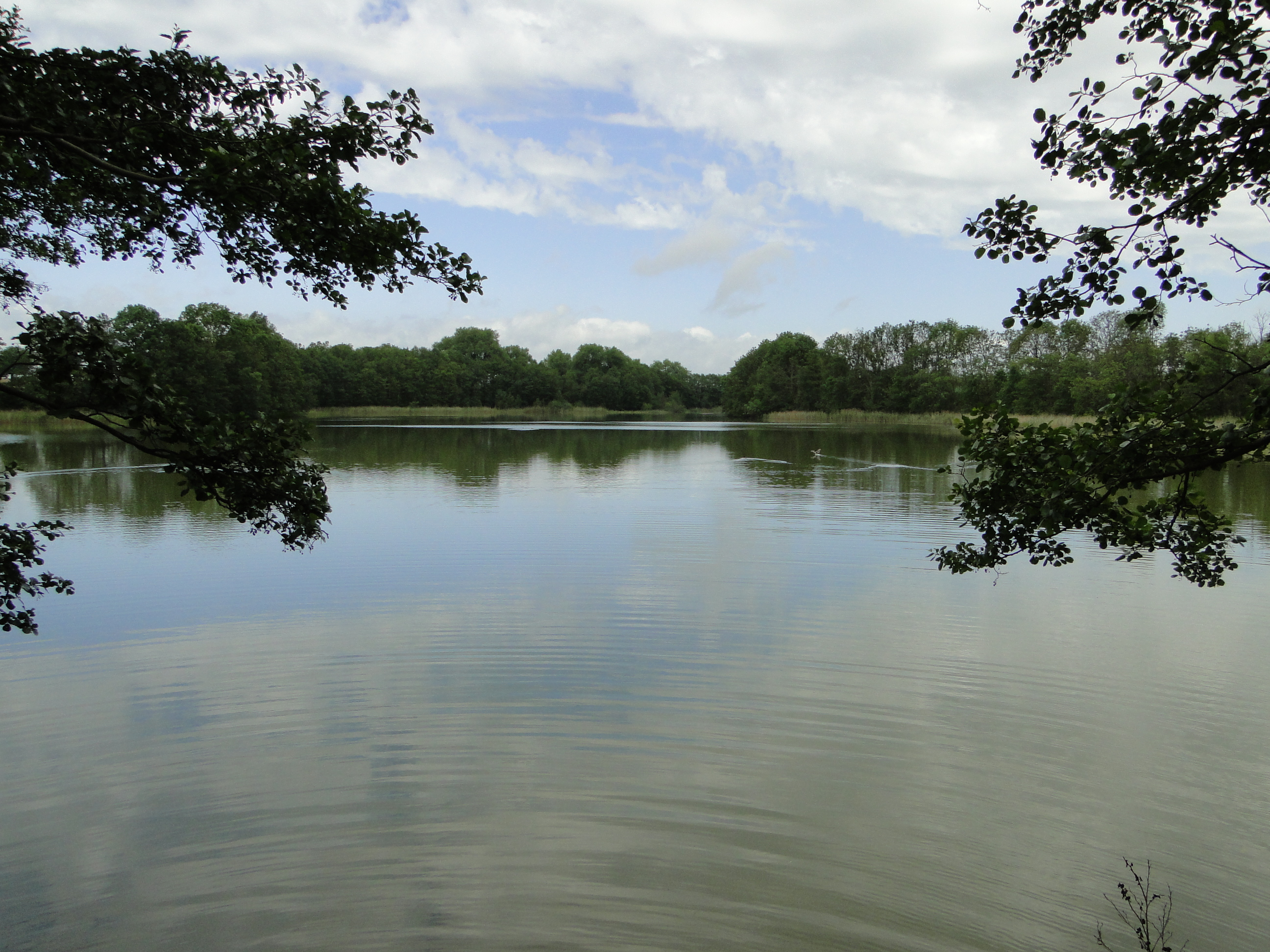

53°42′5″N 11°58′42″E / 53.70139°N 11.97833°E
穆斯廷湖（德語：Mustiner See），是德國的湖泊，位於該國東北部，由梅克倫堡-前波美拉尼亞州負責管轄，處於路德維希斯盧斯特-帕爾希姆縣，長0.8公里、寬0.2公里，面積0.21平方公里，海拔高度37米。